# Ismerős Arcok
Ismerős Arcok (z węg. „znajome twarze”) – węgierski zespół muzyczny grający rock narodowy, założony w 1999 roku. Tematyka utworów zespołu skupia się głównie na Węgrzech i losach narodu węgierskiego.

## Dyskografia
- Egy a hazánk (2003)
- Mennyit ér? (2004)
- Szélbe kiáltok (2005)
- MOM Lemezbemutató koncert (2006)
- Éberálom (2007)
- Lélekvesztő (2009)
- Kerítést bontok (2012)